# Fronteira Djibuti–Eritreia
A fronteira entre o Djibuti e a Eritreia é uma linha sinuosa que separa o norte do Djibuti do território da Eritreia, se estendendo por 109 km desde o litoral, nas proximidades da entrada do Mar Vermelho, Estreito de Bab el Mandeb (Golfo de Áden), até a fronteira tríplice Eritreia-Djibuti-Etiópia. Nas proximidades dessa linha fronteiriça fica o monte Mussa Ali no Djibuti.
Foi sendo definida ao longo de diversos conflitos entre os colonizadores da região, França (Djibuti), Reino Unido e Itália (Somália) até a independência de Djibuti em 1977. O Djibuti acusou a Eritreia de sustentar rebeldes pró-Eritreia em Ras Doumeira (Djibuti) e de reivindicar a área. Isso levou a várias guerras entre os dois países, tendo ocorrido a última de 10 a 13 de junho de 2008 (conflito de fronteira Djibuti-Eritreia).